# 白鳥神社 (北上市)
白鳥神社（しらとりじんじゃ）は、岩手県北上市にある神社。

## 歴史
当社は鎌倉時代の1212年（建暦2年）、和賀郡の領主であった和賀氏の祖で式部大輔を務めた多田忠明によって二子城内に創建され、代々の守護神として尊崇を受けた。同氏の庇護は豊臣秀吉の奥州仕置まで続いた。
江戸時代以降、南部氏の統治下になり、1783年（天明3年）源正末より社領三石二人扶持を、また1843年（天保14年）には南部釿次郎より神号額を奉納され、同年に現在の社殿が再建されている。社殿の造営復興は二子通と万丁目通の住民が奉仕した。

## 祭神
- 日本武尊（ヤマトタケル）

## 文化財
2001年（平成13年）2月23日、本殿及び棟札が北上市から有形文化財（建造物）に指定された。

## 交通アクセス
- 東北自動車道北上江釣子ICより車15分
- 東北本線北上駅からおに丸号　二子更木線で、｢永明寺前｣下車。徒歩4分。